# Gare de Saint-Lô
Gare de Saint-Lô vasútállomás Franciaországban, Saint-Lô településen.

## Vasútvonalak
Az állomást az alábbi vasútvonalak érintik:
- Lison–Lamballe-vasútvonal

## Kapcsolódó állomások
A vasútállomáshoz az alábbi állomások vannak a legközelebb:
- Gare de Carantilly - Marigny (Gare de Lamballe, Lison–Lamballe-vasútvonal)
- Gare de Pont-Hébert (Gare de Lison, Lison–Lamballe-vasútvonal)